# Arhetip
Arhetip - u psihologiji, arhetip je model osobe, osobnosti ili ponašanja. 
U analizi osobnosti, pojam arhetipa često se rabi za:
1. stereotip — bitno pojednostavljeni tip osobnosti, temeljen na učestalim predrasudama, npr. Škoti (Bračani, Podravci itd.) su škrti (česti vicevi na tu temu)
2. epitom

## Etimologija
grč. arhaios=star, typos=oblik - praoblik, praslika, prauzor.